# Stemodia schottii
Stemodia schottii là một loài thực vật có hoa trong họ Mã đề. Loài này được Holz. miêu tả khoa học đầu tiên năm 1893.